# IGO
iGO — программа спутниковой GPS-навигации, которая создаётся компанией NNG (ранее — Nav’N’Go) из Венгрии. На рынке доступны версии под Windows CE, Windows Mobile, Apple iOS и, с недавнего времени, под Android. В программе используется картография Tele Atlas, Navteq, а также локальных разработчиков.

## Функции и возможности
- Навигация «от дверей до дверей» по 70 странам мира
- Расчет маршрута к точке назначения и его перерасчет при отклонении от выбранного пути
- Расчет маршрута с несколькими промежуточными точками (кроме версии iGO Amigo)
- Поиск точек POI (объектов инфраструктуры) по адресу, названию, расстоянию от выбранной точки на карте
- Интуитивно понятный пользовательский интерфейс
- Голосовые подсказки более чем на 40 языках
- Трехмерное отображение рельефа, дорожных развязок, зданий и ориентиров (начиная с версии iGO8)
- Поддержка сервиса TMC

## Версии
iGO My way 2006 Plus — навигационная программа для персональных навигаторов (с ОС Windows CE) и КПК/коммуникаторов (с ОС Windows Mobile). Вышла в 2005 году, снята с производства в 2009 году.
iGO 8 — следующая версия iGO, вышла в 2008 году. Особенностью программы является реалистичная трехмерная навигация с отображением рельефа, дорожных развязок, зданий и других ориентиров.
iGO Amigo — версия iGO с упрощенным пользовательским интерфейсом, вышла в 2009 году. Программа сохранила основные функции iGO 8, необходимые для GPS-навигации, хотя по сравнению с предыдущей версией её возможности ограничены для достижения максимальной простоты и удобства использования.
Особенности iGO Amigo:
- встроенная презентация, обучающая пользователя работе с программой;
- экономное использование оперативной памяти, благодаря чему программа быстро работает на любых устройствах;
- сравнение нескольких вариантов маршрута (быстрый, короткий, экономный, простой);
- функция «Где я?» определяет текущие GPS-координаты и отображает ближайшие необходимые объекты, такие как полицейский участок, отделение скорой помощи, автосервис и т. п.;
- маршрут отображается точками, что позволяет видеть направление движения даже при очень низкой скорости;
- возможность выбора формы курсора — стандартная «стрелка» или модели различных транспортных средств.

Программа предустановлена на персональные навигаторы нескольких марок, в частности, на навигаторы Navon, Prestigio и ряд других.
iGO My Way 2009 — версия iGO для iPhone. На сегодняшний день на Apple App Store доступна программа с картами Северной Америки и Европы.
Особенности iGO My Way 2009:
- реалистичное трехмерное отображение карты, дорожных развязок и зданий;
- поддержка TTS Pro (Text-to-Speech), благодаря чему в голосовых подсказках озвучиваются названия улиц и городов, а также информация о заторах и информация об особенностях дорожного движения в стране после пересечения её границы.
- местный поиск Google — поиск фирм, достопримечательностей и других объектов около текущего положения пользователя;
- приобретение дополнительного контента через App Store;
- реалистичное отображение развязок;
- расчет «экологичного» маршрута с наименьшим потреблением топлива и выбросом CO2 вдобавок к стандартным быстрому, короткому и простому вариантам маршрута;
- поиск POI вдоль маршрута;
- выбор контактов iPhone, GPS-координат и фотографий в качестве пункта назначения;
- расчет маршрута с несколькими промежуточными точками;
- возможность позвонить по телефону точки POI непосредственно из навигационной программы;
- функция «Где я?» определяет текущие GPS-координаты и отображает ближайшие необходимые объекты, такие как полицейский участок, отделение скорой помощи, автосервис и т. п.;
- автоматическое определение ориентации устройства(портретная/пейзажная ориентация);
- отображение полос движения и реалистичных указателей при навигации;
- возможность выбора формы курсора — стандартная «стрелка» или модели различных транспортных средств;
- автоматическое возвращение в режим навигации после входящего звонка.

iGO Primo — самая новая версия программы, вышла в 2010 году. Как и iGO Amigo, она имеет простой пользовательский интерфейс, но одновременно включает множество разнообразных функций и возможностей настройки.
Особенности iGO Primo:
- трехмерное отображение рельефа в высоком разрешении;
- точечная адресация (Point Addressing) — возможность навигации по дворовым проездам и поиск домов с дробными номерами, несколькими корпусами и т. п.;
- реалистичное отображение дорожных знаков данной страны;
- усовершенствованное ядро программы значительно ускорило расчет сложных маршрутов;
- дополнительные подсказки во время навигации — информация о 2 следующих манёврах, предупреждения о дорожных камерах слежения, предупреждения о превышении скорости и т. п.;
- функция «Вернуться к машине» (Back to car) автоматически запоминает положение машины в момент отключения устройства от питания;
- одновременный расчет нескольких вариантов маршрута, в том числе — «экологичного» маршрута;
- учёт ограничений движения, которые зависят от времени суток или дня недели (например, улицы, которые закрыты для движения в выходные дни);
- отображение полос движения и реалистичных указателей при навигации;
- пользователь может самостоятельно настраивать быстрое меню и экран карты;
- возможность выбора формы курсора — стандартная «стрелка» или модели различных транспортных средств;
- маршрут отображается точками, что позволяет видеть направление движения даже при очень низкой скорости;
- функция «Где я?» определяет текущие GPS-координаты и отображает ближайшие необходимые объекты, такие как полицейский участок, отделение скорой помощи, автосервис и т. п.;
- в программе учитываются и отображаются особенности движения в разных странах (максимальная скорость движения в населенном пункте и за его границами, допустимый процент алкоголя в крови водителя и т. п.);
- навигация для грузовиков (версия iGO Primo Truck), с учётом габаритов автомобиля и характера груза.

Программа предустановленна на персональные навигаторы многих торговых марок, в частности, на навигаторы Navon.

### Обзоры
- Обзор автомобильной навигационной программы iGO, gps-profi.ru — обзор возможностей и тест программы iGo 2006
- Описание программы на GPS-Club , gps-club.ru — описание программы iGo